# (I Can't Get No) Satisfaction
是一首英国摇滚乐队滚石乐队的歌曲，发行于1965年。该曲由米克·贾格尔和基思·理查兹创作，安德鲁·卢戈·欧德汉姆制作。歌曲由理查德的三音符吉他反复乐节（riff）作为开场，并驱动了整首歌，这一部分原打算用号吹奏。歌词指向性方面的挫败和商业主义。
这首歌首先作为单曲于1965年6月在美国发行，也被收录于同年6月发行的乐队第四张录音室专辑美国版。成为了一首热门曲目，是滚石的第一首美国冠军单曲。在英国，因为台词被认为性暗示意味太强烈，这首歌起初只能在私立电台上播放。这首单曲于1965年8月在英国发行，成为滚石在英国的第四首冠军单曲。
一些乐评人认为该曲是史上最伟大的摇滚歌曲之一。2004年，《滚石》杂志将其列为“史上最伟大的500首歌曲”第二位。它在2006年因其“在文化、历史或美学上的重要意义”被收入美国国会图书馆的国家录音登记表典藏。
歌曲曾被美国女歌手布兰妮·斯皮尔斯翻唱，收录于她的第2张录音室专辑《爱的再告白》中。

## 脚注
1. ↑  Unterberger, Richie. . Allmusic.   [2014-08-01]. （原始内容存档于2014-05-10）.
2. ↑  Quentin James Schultze, Dancing in the dark: youth, popular culture, and the electronic media, (Wm. B. Eerdmans Publishing, 1991), ISBN 0802805302, p150
3. ↑  Nuzum, Eric. . HarperCollins Publishers. 2009. ISBN 0-06-197673-3.
4. ↑  "500 Greatest Songs" Archive.today的存檔，存档日期2006-03-16. Retrieved 11 October 2004.